# Тімішу-де-Сус
Тімішу-де-Сус (рум. Timișu de Sus) — село у повіті Брашов в Румунії. Адміністративно підпорядковане місту Предял.
Село розташоване на відстані 127 км на північ від Бухареста, 14 км на південь від Брашова.

## Населення
За даними перепису населення 2002 року у селі проживала 571 особа. Рідною мовою 567 осіб (99,3%) назвали румунську.
Національний склад населення села:
| Національність | Кількість осіб | Відсоток |
| -------------- | -------------- | -------- |
| румуни         | 549            | 96,1%    |
| цигани         | 11             | 1,9%     |
| угорці         | 6              | 1,1%     |
| німці          | 5              | 0,9%     |